# Hamburg Masters 1997
De Hamburg Masters is een internationaal hockeytoernooi voor mannen, dat onder auspiciën staat van de Duitse hockeybond. Aan de vierde editie in de Noord-Duitse stad Hamburg deden vier landen mee: Australië, titelverdediger Duitsland, India en Nederland.

## Uitslagen

### Vrijdag 22 augustus 1997
- India-Nederland 1-6
- Australië-Duitsland 1-2

### Zaterdag 23 augustus 1997
- India-Duitsland 0-3
- Nederland-Australië 2-1

### Zondag 24 augustus 1997
- Australië-India 6-0
- Nederland-Duitsland 2-3

## Eindstand
| № | Land      | WG | W | G | V | DV | DT | +/– | Punten |
| - | --------- | -- | - | - | - | -- | -- | --- | ------ |
| 1 | Duitsland | 3  | 3 | 0 | 0 | 8  | 3  | +5  | 9      |
| 2 | Nederland | 3  | 2 | 0 | 1 | 10 | 5  | +5  | 6      |
| 3 | Australië | 3  | 1 | 0 | 2 | 8  | 4  | +4  | 3      |
| 4 | India     | 3  | 0 | 0 | 3 | 1  | 15 | –14 | 0      |

1989 · 1993 · 1996 · 1997 · 1998 · 2000 · 2001 · 2002 · 2003 · 2004 · 2005 · 2006 · 2007 · 2008 · 2009 · 2010 · 2012 · 2013 · 2014 · 2015 · 2016 · 2017 · 2018 · 2019